# Fästningen (TV-serie)
Fästningen (norska: Festning Norge) är en norsk drama-thrillerserie med premiär 2024. Serien är baserad på en idé och manus av Linn-Jeanethe Kyed och John Kåre Råke. Serien är regisserad av Cecilie Mosli och Mikkel Brænne Sandemose.
Första säsongen består av åtta avsnitt.

## Handling
Fästningen utspelar sig år 2037. En enorm mur skiljer Norge från omvärlden. Självförsörjande norrmän njuter av sina privilegierade liv skyddade i det nordiska paradiset. Men när en dödlig pandemi bryter ut inser invånarna snabbt att de är instängda bakom samma mur som var tänkt att skydda dem.

## Rollista (i urval)
- Behsat Saka – Kapten för specialstyrkorna
- Tobias Santelmann – Grieg Amund Heyerdahl
- Russell Tovey – Charlie Oldman
- Nina Yndis – Uma Scholl
- Selome Emnetu – Esther Winter

## Produktion
Serien är producerad av Synnøve Hørsdal och Ales Ree för Maipo Film. Den är inspelad i Bergen.